# Pipa pipa

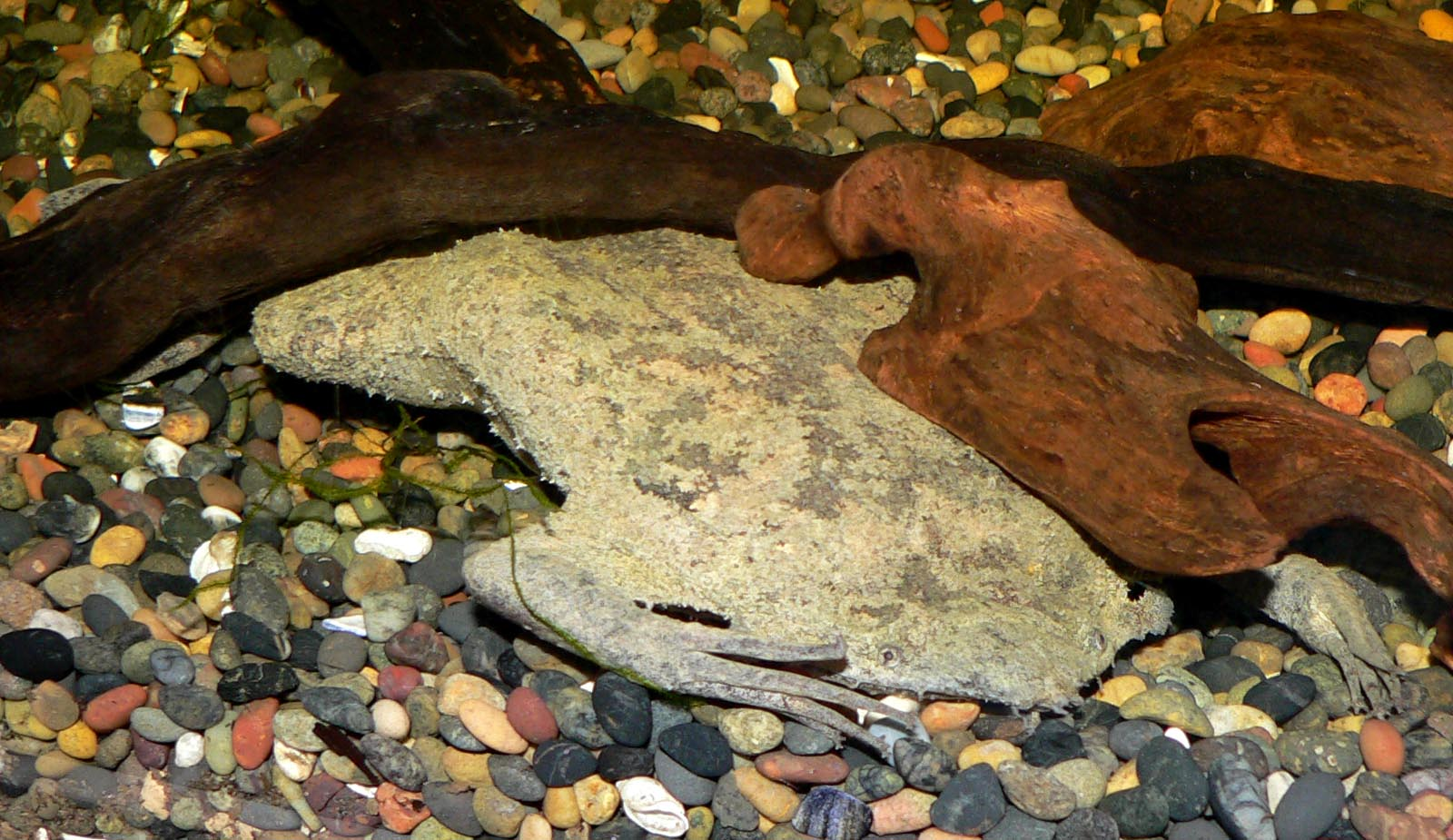
Hình màu xám là con cóc Suriname.

Cóc Suriname, Aparo, Rana Comun De Celdillas, Rana Tablacha, Sapo Chinelo, Sapo Chola, hoặc Pipa pipa (tên tiếng Anh: Sapo De Celdas) là một loài cóc thuộc họ Pipidae.
Loài này có ở Bolivia, Brasil, Colombia, Ecuador, Guyane thuộc Pháp, Guyana, Peru, Suriname, Trinidad và Tobago, và Venezuela.
Môi trường sống tự nhiên của chúng là rừng ẩm vùng đất thấp nhiệt đới hoặc cận nhiệt đới, đầm nước nhiệt đới hoặc cận nhiệt đới, đầm nước, đầm nước ngọt, và đầm nước ngọt có nước theo mùa.
Chúng hiện đang bị đe dọa vì mất môi trường sống.

## Phân bố và môi trường sống
Loài này sống dưới lớp rác ngập nước ở các dòng nước chảy chậm, dòng nước đọng, ao và hồ bơi từ các khu rừng ngập nước. Loài này  phân bố địa lý lớn nhất cho chi của nó và được tìm thấy ở phần lớn Nam Mỹ, bao gồm Brazil và Ecuador, đặc biệt là trong rừng nhiệt đới Amazon. thích nghi mạnh mẽ với lối sống dưới nước đến nỗi khi ở trên cạn chúng trong bất lực và hầu như không thể di chuyển.

## Sinh sản
Loài cóc này có cách sinh sản rất đặc biệt. Cóc tổ ong ở Nam Mỹ trên lưng có những lỗ nhỏ như những lỗ tổ ong. Khi đẻ trứng cóc cái phết lên lưng trứng đã được thụ tinh, dần dần tạo ra một lớp da mới bao bọc những quả trứng.
Các phôi phát triển đến giai đoạn nòng nọc bên trong các túi này nhưng không xuất hiện dưới dạng nòng nọc, thay vào đó chúng vẫn ở trong buồng của chúng cho đến khi phát triển hoàn chỉnh sang giai đoạn con cóc. Những con cóc con mọc đuôi trong quá trình lớn lên, nhưng đây chỉ là tạm thời vì chúng cần đuôi để hít oxy. Sau 12 đến 20 tuần, những con cóc con sẽ nở ra dưới dạng những con cóc nhỏ, trông giống hệt cha mẹ của chúng. Chúng phải mất một thời gian để phát triển lớn hơn vì chúng chỉ dài 25 mm khi được sinh ra. Sau khi chui ra khỏi lưng mẹ, cóc con bắt đầu cuộc sống phần lớn đơn độc. Sau khi sinh con cóc mới, cóc mẹ dần dần lột bỏ lớp da mỏng dùng để sinh nở và có thể bắt đầu lại chu kỳ sinh sản.